# Raffaele Cosimo de' Girolami
Raffaele Cosimo de' Girolami (Firenze, 10 settembre 1670 – Roma, 21 febbraio 1748) è stato un cardinale e arcivescovo cattolico italiano.

## Biografia
Figlio di Piero Zanobi de' Girolami, balì di S. Stefano, e di Maria Caterina Canigiani; studiò presso l'Università di Pisa, ove si laureò in utroque iure il 9 giugno 1695; successivamente studiò presso l'Università di Firenze, dove ottenne il titolo magistrale di teologia il 24 novembre 1699.
Fu ordinato sacerdote il 25 luglio 1726.
L'8 marzo 1728 divenne arcivescovo titolare di Damiata.
Fu creato cardinale nel concistoro del 9 settembre 1743 da papa Benedetto XIV con il titolo di cardinale presbitero di San Marcello.
Dopo la sua elevazione al cardinalato fu chiamato a svolgere nel 1743 il ruolo di prefetto della Congregazione per le indulgenze e le sacre reliquie e nel 1744 quello di prefetto della Congregazione dei vescovi e regolari.
Morì a Roma il 21 febbraio 1748 e la sua salma fu inumata nella chiesa di San Marcello al Corso.

## Genealogia episcopale
La genealogia episcopale è:
- Cardinale Scipione Rebiba
- Cardinale Giulio Antonio Santori
- Cardinale Girolamo Bernerio, O.P.
- Arcivescovo Galeazzo Sanvitale
- Cardinale Ludovico Ludovisi
- Cardinale Luigi Caetani
- Cardinale Ulderico Carpegna
- Cardinale Paluzzo Paluzzi Altieri degli Albertoni
- Papa Benedetto XIII
- Cardinale Raffaele Cosimo de' Girolami